# Percival Proctor
Персіваль Проктор (англ. Percival Proctor) — британський одномоторний літак, який використовувався Королівськими повітряними силами за часів Другої світової війни, як літак зв'язку і навчальний літак.

## Історія
«Персіваль Проктор» розроблявся на базі прийнятого на озброєння літака зв'язку Percival Vega Gull за специфікацією 20/38 міністерства авіації на новий літак для навчання радистів. Через успішного попередника перший прототип здійнявся в повітря вже 8 жовтня 1939 року і отримав офіційне замовлення від армії.
Першою серійною версією став тримісний літак зв'язку P.28 Proctor I (247 побудовано), дві наступні - P.30 Proctor II (175 екз.) і P.34 Proctor III (437 екз.) були навчальними літаками без подвійного керування. Четверта модифікація - P.31 Proctor IV була чотиримісним навчальним літаком сконструйованим за специфікацією T.9/41 і навіть спочатку називалась «Прецептор» (англ. Preceptor) і мала подовжений і вищий фюзеляж. Багато з цих літаків пізніше отримали подвійне керування і використовувались як літаки зв'язку. Один Proctor IV був обладнаний двигуном de Havilland Gipsy Queen (250 к.с.) і використовувався як персональний літак віце-маршала авіації Ральфа Сорлі.
Більшість «Прокторів» в воєнний час виготовлялись підрядною компанією F.Hills and Sons в Манчестері, оскільки власна фабрика Percival в Лутоні виготовляла елементи для літаків Airspeed Oxford і De Havilland Mosquito.

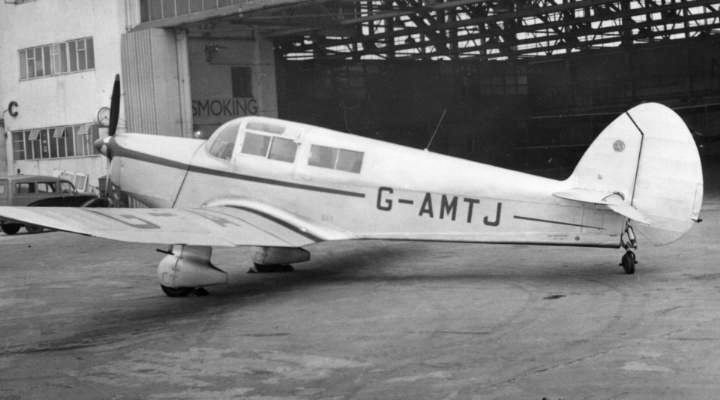
Proctor 5 компанії Field Aircraft в Манчестері. 1953 рік.

На кінець Другої світової війни більше 200 «Прокторів» перший трьох модифікацій були продані в цивільне користування, але Proctor IV стояли на службі аж до 1955 року, коли останні з них продали. Конвертація Proctor IV для потреб цивільних компаній і клубів отримала своє позначення Proctor 5 і окремо було виготовлено 150 літаків. Чотири з них були куплені Королівськими ВПС і під позначенням Proctor C.5 використовувались, як особисті літаки військових аташе. Також було побудовано один екземпляр гідролітака - Proctor 6 для Компанії Гудзонової затоки в Канаді.

## Тактико-технічні характеристики
Дані з Consice Guide to British Aircraft of World War II

### Технічні характеристики
- Екіпаж: 3-4 особи
- Довжина: 8,59 м
- Висота: 2,21 м
- Розмах крила: 12,04 м
- Площа крила: 19,77 м²
- Маса порожнього: 1075 кг
- Максимальна злітна маса: 1588 кг
- Двигун: De Havilland Gipsy Queen II XX
- Потужність: 210 к. с. (157 кВт.)

### Льотні характеристики
- Максимальна швидкість: 257 км/год
- Крейсерська швидкість: 225 км/год (на висоті 915 м.)
- Практична стеля: 4265 м.
- Дальність польоту: 805 км